# Sellafield
Sellafield es operado por British Nuclear Fuels Limited, pero es propiedad desde el 1 de abril de 2005 de la Nuclear Decommissioning Authority. Alberga las plantas de reprocesado de combustible nuclear Thorp y Magnox, el reactor nuclear inactivo Magnox Calder Hall, la segunda estación de energía nuclear comercial del mundo, y otras viejas instalaciones.

## Historia

### Windscale
El centro de Sellafield se construyó en terrenos que anteriormente formaban parte del centro nuclear Windscale, que tomaba su nombre de una población cercana. Windscale fue propiedad de la United Kingdom Atomic Energy Authority, pero cuando parte de ella fue transferida a British Nuclear Fuels Limited, la parte transferida se redenominó "Sellafield". El resto del centro sigue en manos de la Autoridad para la Energía Atómica del Reino Unido (UKAEA) y sigue llamándose Windscale. 
Dos reactores Windscale refrigerados por aire y moderados por grafito constituyeron la primera factoría británica de plutonio 239 para armas atómicas, construidos para el programa británico de los últimos años 40 y 50.
Windscale también fue el centro del prototipo británico del reactor avanzado refrigerado por gas. 
Desde su inauguración, Sellafield también ha albergado un número de instalaciones para el reprocesado nuclear, que separa el uranio, el plutonio y otros productos de fisión del combustible nuclear gastado. El uranio puede volver a utilizarse en la fabricación de nuevo combustible nuclear, o en aplicaciones para las que su densidad es una ventaja. El plutonio se puede utilizar en la fabricación del combustible de óxido mezclado (MOX) para reactores térmicos, o como combustibles para reactores de alimentación rápida, tales como el reactor prototipo rápido de Dounreay. En el pasado se han realizado intentos para la reutilización de otros productos de fisión: por ejemplo, desde mediados a finales de los 50, se extrajo el Cesio137 para producir fuentes de radioterapia.

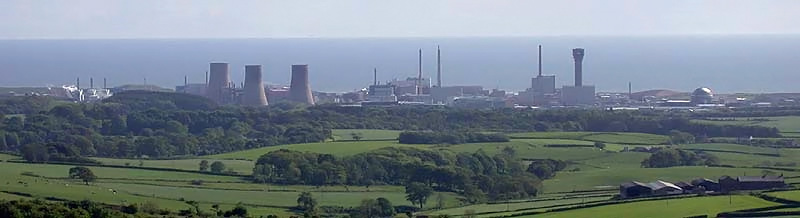
Vista de la instalación hacia el mar.

### Las pilas de Windscale
De acuerdo con la decisión tomada en enero de 1947 para que el Reino Unido tuviera una bomba atómica como elemento disuasor nuclear independiente , se eligió Sellafield para la localización de la planta de producción de plutonio , empezando en julio de 1950 la carga de combustible nuclear en las pilas Windscale . En julio de 1952 la planta de separación se empezó a utilizar para separar el plutonio y el uranio del combustible gastado.
Al contrario de los primeros reactores de Estados Unidos en Hanford, que estaban constituidos por un núcleo de grafito refrigerado por agua, las pilas de Windscale estaban formadas por un núcleo de grafito refrigerado por aire. Cada pila contenía casi 2.000 t de grafito, y medía más de 8 m de alto por 17 de diámetro. Como combustible para el reactor se utilizaban barras de metal de uranio, de aproximadamente 30 cm de largo por 2,54 cm de diámetro, con cobertura de aluminio. . 
Actualmente las propias pilas están siendo desinstaladas.

### La planta de reprocesamiento B204
B204 fue construida para extraer el plutonio del combustible gastado como parte de las actividades del Reino Unido para fabricar armas atómicas . B204 funcionó de 1951 hasta 1964, con una capacidad anual de 300 t de combustible (o 750 t de combustible de bajo quemado). Como consecuencia de la autorización de la planta de reprocesado Magnox, la propia B204 fue reciclada para pasar a ser una planta de preparación que permitiera que el combustible óxido pudiera ser reprocesado en la nueva planta, y fue cerrada en 1973.

### Planta de energía nuclear de Calder Hall
La Calder Hall fue la primera estación de energía nuclear comercial en el mundo. La primera conexión a la red se realizó el 27 de agosto de 1956, y la planta fue inaugurada oficialmente por la reina  Isabel II el 17 de octubre de 1956 . Cuando la estación fue clausurada, el 31 de marzo de 2003, su primer reactor había estado en funcionamiento durante cerca de 47 años .
Calder Hall tenía 4 reactores Magnox con capacidad para generar 50 MWe de energía cada uno.
No obstante, inicialmente, fue utilizada básicamente para producir plutonio para fines militares, con dos cargas anuales de combustible, y la producción de electricidad constituía una actividad secundaria. . Desde 1964 aunque después fue principalmente utilizada con ciclos de combustible con fines comerciales, no fue hasta abril de 1995 cuando el gobierno del Reino Unido anunció que toda la producción de plutonio con fines militares había finalizado. .

### El incendio de Windscale
En 1957, un incendio en uno de los dos reactores gemelos de Windscale provocó el peor accidente nuclear mundial, hasta que se produjo el de Chernóbil. Se estimó que se escaparon 750 terabecquerels (TBq) (20.000 curies) de Yodo-131 radiactivo, y la leche y otros productos de las áreas de granjas de los alrededores tuvieron que ser destruidos. Por comparación, 250.000 terabecquerels (7 millones de curies) de Yodo-131 se escaparon el Chernóbil, y sólo 0,55 terabecquerels (15 curies) de Yodo-131 en el accidente de Three Mile Island.

### Reactor Avanzado refrigerado por gas Windscale (WAGR)
El reactor avanzado refrigerado por gas Windscale (WAGR) (https://web.archive.org/web/20071127161313/http://www.ukaea.org.uk/wagr/history.htm) era un prototipo de la segunda generación de reactores británicos, el reactor avanzado refrigerado por gas, o AGR, que se derivaron de las estaciones Magnox.  La pelota de golf WAGR es, junto con las chimeneas de las Pilas, uno de los edificios emblemáticos del centro nuclear de Sellafield. Este reactor se clausuró en 1981, y ahora forma parte de un proyecto piloto de demostración de técnicas aplicables a la segura desinstalación de un reactor nuclear.

### Planta de reprocesamiento de Magnox
En 1964 la planta de reprocesado B205 Magnox se incorporó al reprocesado del combustible nuclear gastado de los reactores Magnox  .  La planta utiliza el método de "extracción de plutonio y uranio" Purex para reprocesar el combustible gastado con fosfato de tributil como agente de extracción.  El proceso Purex produce uranio, plutonio y productos de fisión. Durante los 30 años desde 1971 hasta 2001 la planta B205 ha reprocesado sobre 35.000 t de combustible Magnox, con un total de combustible regenerado de 15.000 t. . El combustible Magnox se reprocesa, ya que se corroe si se sumerge en agua, y las vías de almacenaje seco no han todavía sido aprobadas. .

### Planta de reprocesamiento de Óxido térmico
Entre 1977 y 1978 se realizó una encuesta a una petición de BNFL de realizar un anteproyecto de autorización para la construcción de una nueva planta de reprocesado de combustible nuclear óxido irradiado tanto para reactores del Reino Unido como del extranjero. La encuesta solicitaba respuesta a tres preguntas: "1. ¿Debe reprocesarse en este país todo el combustible óxido de los reactores del Reino Unido, sea en Windscale o en otro lugar? 2. Si la respuesta es sí, ¿debería realizarse tal reprocesado en Windscale? 3. Si la respuesta es sí, ¿debería la planta de reprocesado tener la planta de reprocesado el doble de la capacidad estimada para tratar los combustibles óxidos del Reino Unido y utilizar la capacidad sobrante para reprocesar combustibles extranjeros?" .  El resultado de la encuesta fue que la nueva planta la planta de reprocesado de óxido térmico (ThORP) fue autorizada en 1978, a pesar de que no entró en funcionamiento hasta 1994.

### El "Incidente Beach"
1983 fue el año del "Incidente de Descarga Beach" en el que descargas altamente radiactivas provocaron el cierre de una playa (beach). BNFL fue multada con £10 000 por esta descarga  .  1983 también fue el año en la cual Yorkshire Television produjo un documental  "Windscale: The Nuclear Laundry" (Windscale, la lavandería nuclear), que denunciaba que bajos niveles de radiactividad que estén asociados con corrientes de residuos de plantas nucleares tales como la de Sellafield, planteaban un riesgo no despreciable .
En sus primeras épocas, Sellafield había descargado residuos de baja radioactividad en el mar, utilizando un proceso de floculación para retirar radioactividad del líquido antes de descargarlo. Los metales disueltos en efluentes acídicos producían un precipitado de hidróxido de metal floculante a la que seguía la adición de hidróxido amónico. La suspensión era transferida a tanques de decantamiento en los que el precipitado era retirado, y el líquido clarificado, era vertido al mar. En 1994 se abrió la Planta Mejorada de Retirada de Actínidos (Enhanced Actinide Removal Plant (EARP) ).  En la EARP la efectividad del proceso está mejorada por la adición de reagentes para retirar las restantes especies radioactivas solubles. Recientemente (2004), la EARP ha sido mejorada para una mayor reducción de las cantidades de Tc-99 liberadas al entorno. 

### La planta de vitrificación
En 1991 se abrió la planta de vitrificación de Windscale, que convierte los residuos altamente radiactivos en vidrio. En esta planta, se mezclan los residuos líquidos con vidrio y se funden en un horno, formando cuando se enfría bloques sólidos de vidrio.
La planta tiene tres líneas de proceso y está basada en el procedimiento AVM francés. La línea principal la constituye un crisol calentado por inducción, en el cual se el residuo calcinado se mezcla con cuentas de cristal de 1 a 2 mm de diámetro. El resultado es situado en contenedores de residuos, los cuales se cierran por soldadura, se descontaminan sus superficies externas y se llevan a instalaciones de almacenaje refrigeradas por aire. El almacenajes está formado por 800 tubos de almacenaje verticales, cada uno capaz de almacenar diez contenedores. La capacidad total de almacenaje es de 8.000 contenedores, y hasta 2001 se han almacenado 2.280.

### La planta de MOX de Sellafield
La construcción de la planta de combustible MOX de Sellafield fue completada en 1997. El combustible de óxido mezclado, o MOX, es una mezcla de plutonio y uranio natural o uranio agotado, el cual se comporta de forma similar (aunque no idéntica) al uranio enriquecido que es el combustible para el que fueron diseñados la mayoría de los reactores nucleares. El combustible MOX es una alternativa al combustible de uranio de bajo enriquecimiento (LEU) utilizado en los reactores de agua ligera, predominantes en la generación de energía nuclear. MOX también proporciona el medio para el quemado de plutonio de graduación para armamentos (de fuentes militares) para producir energía.

### Escape en 2005 de la planta de Thorp
El 19 de abril de 2005 se descubrió una filtración de 83.000 litros de residuos radioactivos en la planta de reprocesamiento de Thorp, a partir de la rotura de una conducción en una enorme cámara colectora de hormigón con acero inoxidable, construido para contener las filtraciones.
Una diferencia entre la cantidad de material que entraba y el que salía del sistema de procesamiento Thorp ya se había detectado en agosto de 2004, sin que la documentación de esta detección fuera elevada al administrador adecuado.
Otros indicadores de que existía un problema incluían una elevación de la temperatura en la cámara colectora y la detección de fluido radiactivo en ella, pero fueron ignorados. El escape sólo fue reconocido después de que otra inspección sugirió que seguía perdiéndose material, obligando a los operadores de la planta, con varios días de demora, a introducir una cámara automática en el conducto defectuoso y a medir con certeza el volumen de líquido en el colector.
Los administradores responsables fueron castigados. Alrededor de 19 t de uranio y 160 kg de plutonio, disueltos en ácido nítrico han sido bombeados desde el barco colector a un tanque de almacenaje lejos de la ahora cerrada planta de Thorp. Los niveles de radiación en el interior del tanque impiden la entrada de humanos y la reparación del filtrado podría ser prohibitivamente difícil. La dirección está considerando trasvasar el tanque defectuoso para continuar el funcionamiento.

## Sellafield y la comunidad local
Sellafield da empleo directamente cerca de 10 000 personas  y es uno de los dos mayores empleadores, no gubernamentales, en Cumbria Occidental (después de BAE Systems en Barrow-in-Furness)  , con aproximadamente el 90% de los empleados procedentes de Cumbria Occidental .  Debido al incremento de desempleo local que provoca cualquier cierre del funcionamiento de Sellafield la Nuclear Decommissioning Authority (y el gobierno de Su Majestad) con conscientes de que esta situación requiere ser gestionada.  (enlace roto disponible en Internet Archive; véase el historial, la primera versión y la última)..

## Centro de Visitantes de Sellafield
Cercano a la planta de Sellafield está el Sellafield Visitors Centre Centro de Visitantes de Sellafield, que dispone de un número de presentaciones interactivas, tiendas científicas, y el primer cine europeo de inmersión. El Museo de Ciencias de Londres actualizó el centro de visitantes, con el fin de provocar el debate acerca de la provisión de energía para el siglo XXI.

## Controversia
La planta ha sido objeto de una amplia controversia debido a las descargas de material radioactivo, principalmente accidentales, pero algunas acusadas de ser deliberadas.
En los esfuerzos precipitados para construir la 'Bomba Británica' en los años 40 y 50, los residuos radioactivos fueron disueltos y descargados por tubos de conducción en el mar de Irlanda. Algunas de las imputaciones de que el mar de Irlanda sigue siendo uno de lo mares más duramente contaminados en el mundo se debe a estas descargas, a pesar de que la dimensión relativamente pequeña del mar también contribuye a ello.  (1) dice que 250 kg de plutonio han sido depositados en los sedimentos marinos que rodean la planta, aunque otras fuentes sitúan el total en un 60% menos . El ganado y los peces en el área están contaminados con plutonio-239 y cesio-137 por estos sedimentos y por otras fuentes tales como la lluvia radioactiva que cayó en la zona después del desastre de Chernóbil y los resultados de las pruebas atmosféricas de armas atómicas anteriores al tratado de abandono parcial de las pruebas en 1963- La mayoría del tecnecio radioactivo de larga vida de la zona procede del reprocesamiento en las instalaciones de Sellafield del combustible nuclear gastado. . El tecnecio-99 es un elemento importante como parte de la Convención de Oslo para el Atlántico del Nordeste (OSPAR) debido a que es casi con exclusividad producido por el reprocesamiento de combustible nuclear, y en consecuencia, facilita un buen indicador de las descargas en el mar. Por sí mismas, las descargas de tecnecio no representan un riesgo radiológico significativo ,  y estudios recientes han dicho "...que en las más recientes dosis estimadas informadas para el grupo de consumidores de pescado más expuestos de Sellafield (FSA/SEPA 2000), las contribuciones de Tc-99 y de los nucléidos actínidos de Sellafield (<100 µSv) eran menores que aquellas procedentes del polonio-210, atribuibles a descargas de fosfatos en la planta de proceso de Whitehaven y probablemente menos que la dosis de los niveles existentes en la naturaleza de polonio-210." 
También hay preocupaciones de que el área de Sellafield se convierta en el mayor campo de lanzamiento de material nuclear no deseado, ya que no hay actualmente ningunas instalaciones a largo plazo para almacenar residuos de alto nivel de radioactividad (HLW), a pesar de que el Reino Unido tiene actualmente contratos para reprocesar el combustible gastado en todo el mundo. Los contratos suscritos desde 1976 entre BNFL y clientes de todo el mundo requieren que todo el HLW sea devuelto al país de origen. El Reino Unido retiene los residuos de niveles bajo e intermedio que resulten de su actividad reprocesadora, y en su lugar, embarca una cantidad radiológicamente equivalente de su propio HLW. Esta política de sustitución pretende ser ambientalmente neutral y acelera la "devolución" de materiales de ultramar al reducir el número de embarques requeridos, puesto que el HLW es mucho menos voluminoso. 

### Riesgos de leucemia
En los primeros años 90, apareció una preocupación en el Reino Unido acerca de aparentes incrementos de la incidencia de leucemia en las proximidades de las instalaciones nucleares. Estudios detallados llevados a cabo por el Committee on Medical Aspects of Radiation in the Environment (COMARE) en 2003 no encontraron ninguna evidencia de incremento de cáncer infantil en los alrededores de las plantas de energía nuclear, pero sí encontraron un exceso de leucemia y de linfoma no-Hodgkin cerca de otras instalaciones incluyendo Sellafield, AWE Burghfield y UKAEA Dounreay. La opinión de COMARE es que "los excesos alrededor de Sellafield y Dounreay no es probable que se deban a la casualidad, a pesar de que no hay por ahora una explicación convincente para ellos". , . En informes anteriores COMARE ha sugerido que "...ningún factor único puede señalarse para el exceso de leucemia y de linfoma no-Hodkin si no que el mecanismo involucrado en la infección puede ser un factor sifnificativo que afecta al riesgo de leucemia y de linfoma no Hodkin en la población juvenil de Seascale."

### Objeciones irlandesas
Sellafield ha sido un tema de discusión a ambos lados del mar de Irlanda, con el gobierno de Irlanda y muchas personalidades enfadadas por el peligro que las instalaciones, nada beneficiosas para Irlanda, pueden plantear al país. El gobierno irlandés incluso ha expuesto sus quejas formales con respecto a las instalaciones, y, recientemente, ha llegado a un acuerdo amistoso con el gobierno británico acerca del tema, como parte del cual el Instituto de Protección Radiológica de Irlanda, la fuerza de policía irlandesa, está autorizados a acceder a la planta. No obstante, la política del gobierno irlandés busca el cierre de las instalaciones.

### Objeciones noruegas
Sentimientos similares están compartidos por el gobierno y la población de Noruega, debido a que las corrientes marinas dominantes transportan los materiales radioactivos filtrados en el mar, a lo largo de toda la costa de Noruega. Las muestras de agua indican incrementos de hasta 10 veces en materiales como el Tc-99. Esto es de gran preocupación para la industria pesquera, puesto que temen por la reputación del pescado noruego, incluso aunque no se haya probado concluyentemente que los niveles de radiación sean peligrosos para los peces. El gobierno noruego también busca el cierre de las instalaciones.

### Discrepancia en los registros de plutonio
El 27 de febrero de 2005, la UK Atomic Energy Authority informó que, en una investigación realizada en los registros de la planta de reprocesamiento de Sellafield, faltaban 29,6 kg (65,3 lb) de plutonio, suficientes para fabricar siete bombas nucleares. La compañía operadora, British Nuclear Group, describió esto como una discrepancia en los registros en papel, pero que no suponía una pérdida física del material. Destacaba que el error suponía cerca del 0,5%, mientas que las regulaciones de IAEA permiten una discrepancia de hasta un 1% ya que la cantidad de plutonio recuperado durante el proceso nunca coincide exactamente con las estimaciones en el pre-proceso. Los inventarios en cuestión fueron aceptados como satisfactorios por Euratom, la agencia regulatoria competente. (BBC) (respuesta de BNFL).  